# Relaciones Estados Unidos-República Árabe Saharaui Democrática
Las relaciones Estados Unidos-Sáhara Occidental son las relaciones diplomáticas entre Estados Unidos y la República Árabe Saharaui Democrática.
La política exterior de Estados Unidos con respecto al Sáhara se caracteriza por la tensión entre el apoyo formal al principio de la autodeterminación y a la defensa de los derechos humanos en general, por un lado, y el intento de salvaguardar los intereses de su principal aliado en la región: Marruecos, por otra. La tensión alrededor de dichos objetivos afloró con diferente intensidad durante el reinado de Hasán II, que finaliza en 1999. En general se puede afirmar que a pesar de algunas acciones puntuales, la política norteamericana se caracterizó por su falta de apoyo a la aplicación del principio de la autodeterminación al favorecer a una de las partes en el conflicto (Marruecos), y por la ausencia de presiones sobre Marruecos para que pusiera fin a las violaciones sistemáticas de los derechos civiles y políticos en el Sáhara ocupado.